# Arès Borghèse
L’Arès Borghèse est une statue en marbre, copie romaine d'un original grec perdu, représentant un jeune homme nu et casqué, probablement le dieu Arès. Le type est généralement attribué au sculpteur grec Alcamène. Provenant de la collection Borghèse, d'où son nom, elle a été achetée par Napoléon Ier au prince Camille Borghèse en 1807 et appartient désormais aux collections du musée du Louvre.

## Histoire et restaurations
L'Arès Borghèse a été acheté par Napoléon Ier à Camille Borghèse en 1807 pour être exposé au musée du Louvre, appelé alors « Musée Napoléon ».
La statue actuelle est incomplète et plusieurs parties ont été recollés (jambes, bras droit, pied droit, pubis ainsi que le haut du support ont été recollés). Le cimier et l'épée manquent. Une grande partie de la plinthe manquante a été complétée en marbre et plâtre.
Elle est exposée dans la salle 344 de l'aile Sully, consacrée à l'art grec classique et hellénistique, sur le podium 3.

## Description
La statue, plus grande que nature (2,11 mètres), représente un jeune homme nu, debout, portant un casque et un anneau à la cheville gauche. Il tenait probablement un bouclier et une lance de la main gauche et une épée dans la main droite. La statue reprend le contrapposto introduit par Polyclète, mais avec une variante : la jambe gauche sert d'appui, étayée contre un tronc de palmier, tandis que la jambe libre, au lieu d'être fléchie vers l'arrière comme chez Polyclète, est tendue à l'avant. La pose préfigure celle du Discophore de Naucydès,. La tête est légèrement penchée vers l'avant, dans une pose mélancolique.

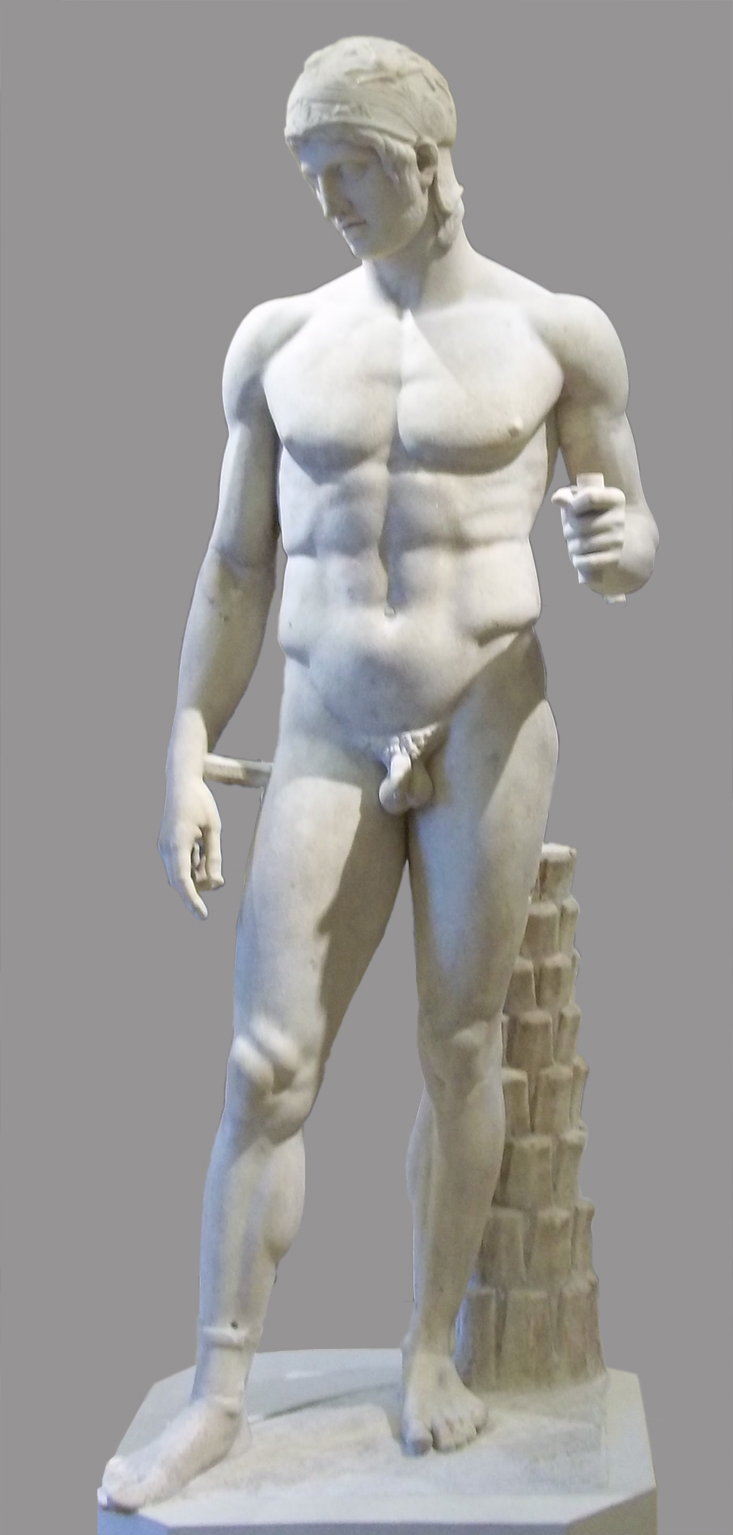
Le même Arès Borghèse. H. 2.20 m. Copie en marbre d'une sculpture en bronze attribuée à Alcamène, vers 420 AEC : traditionnellement reconnue comme copie de la sculpture que Pausanias décrit dans le temple du dieu sur l'agora d'Athènes. Probablement réélaboration du début de notre ère.

La statue est généralement identifiée comme représentant le dieu Arès, bien qu'il n'existe aucune certitude à cet égard. Pour Furtwängler, l'anneau fait référence à l'épisode homérique où Arès et Aphrodite sont surpris et emprisonnés par Héphaïstos,. L'interprétation a été critiquée. On a également suggéré que l'anneau symbolisait la paix retenant le dieu de la guerre. 

« L'aède, après quelques accords, commença un beau chant sur les amours d'Arès et d'Aphrodite couronnée. Ils s'unirent d'abord secrètement chez Héphaïstos ; Arès l'avait gâtée, et c'est ainsi qu'il outragea la couche d'Héphaïstos. Mais ce dieu en fut informé par Hélios (Soleil), qui les avait surpris en pleine étreinte. Dès qu'Héphaïstos eut entendu ce récit douloureux, il courut dans sa forge […] et y forgea d'épais et solides liens pour prendre les amants. »

— Homère, Odyssée, VIII, 266-366
Le casque, dont le cimier est perdu, est orné d'un lévrier et de griffons sur les côtés du timbre et de deux lévriers courant sur le frontal. Cette iconographie, relativement inhabituelle, est celle d'un casque de parade de cavalerie romaine.
On a également proposé de voir dans la statue le portrait de Pâris par Euphranor que mentionne Pline l'Ancien, : l'anneau serait simplement un bijou porté par le prince troyen efféminé ; l'hypothèse est minoritaire.

## Attribution de la statue
Depuis Wilhelm Furtwängler, la statue est généralement rapprochée d'un passage de Pausanias, dans sa Description de la Grèce (IIe siècle) : « près de l'effigie de Démosthène, il y a un sanctuaire d'Arès, où se trouvent deux statues, l'une d'Aphrodite, l'autre d'Arès, réalisée par Alcamène ; celle d'Athéna est l'œuvre d'un Parien, nommé Locros. »
Cette attribution traditionnelle de l'original, en bronze, soulève la remarque formulée par  K.J. Hartswick, concernant la copie en marbre : la forme du casque n'apparaît pas avant le IIe siècle av. J.-C. La statue actuelle remonterait au déplacement du culte d'Arès sur l'agora d'Athènes en 2 apr. J.-C. et serait la statue cultuelle du culte de Gaius César, petit-fils d'Auguste, « comme nouvel Arès ». On a objecté que l'identification de la statue à Arès n'était pas certaine et que rien ne rattachait l'original de l'Arès Borghèse à Athènes. La datation basse a néanmoins été suivie par plusieurs autres auteurs.

Le culte et les représentations du dieu Arès ne sont pas nombreux dans l'Antiquité grecque. On le retrouve surtout dans des scènes collectives.

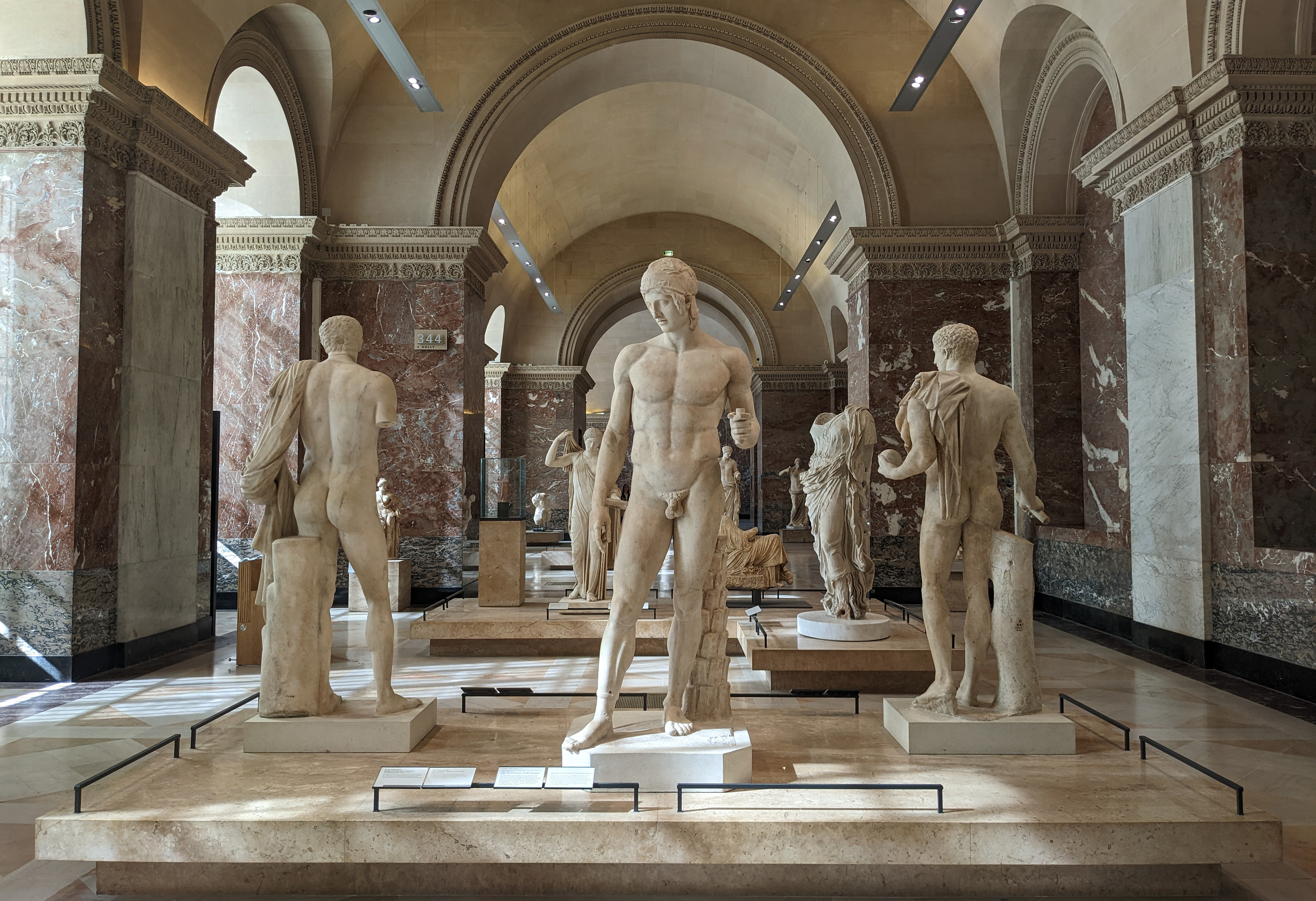
Arès Borghèse dans sa salle d'exposition au Louvre
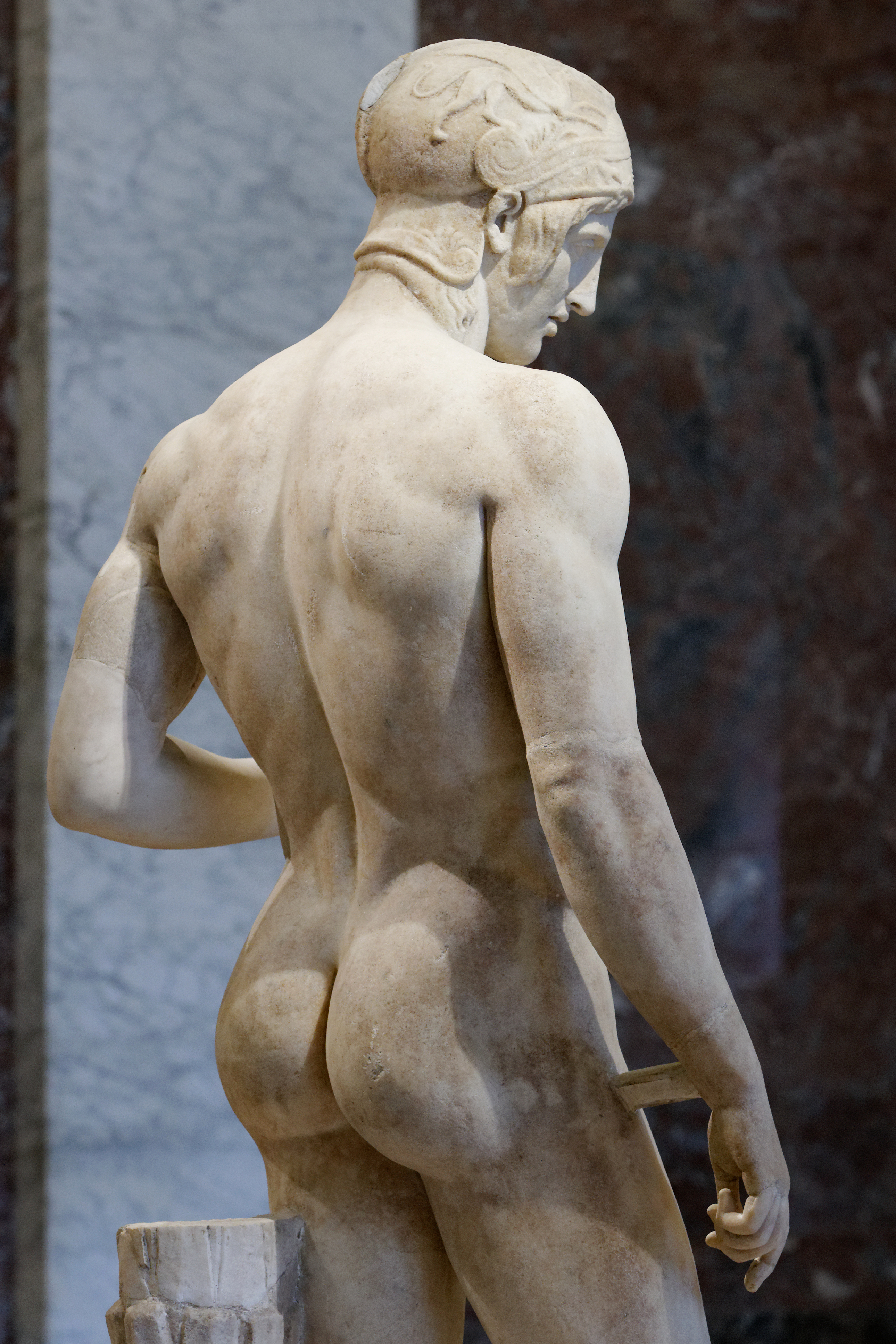
L'Arès Borghèse, dos et fessier
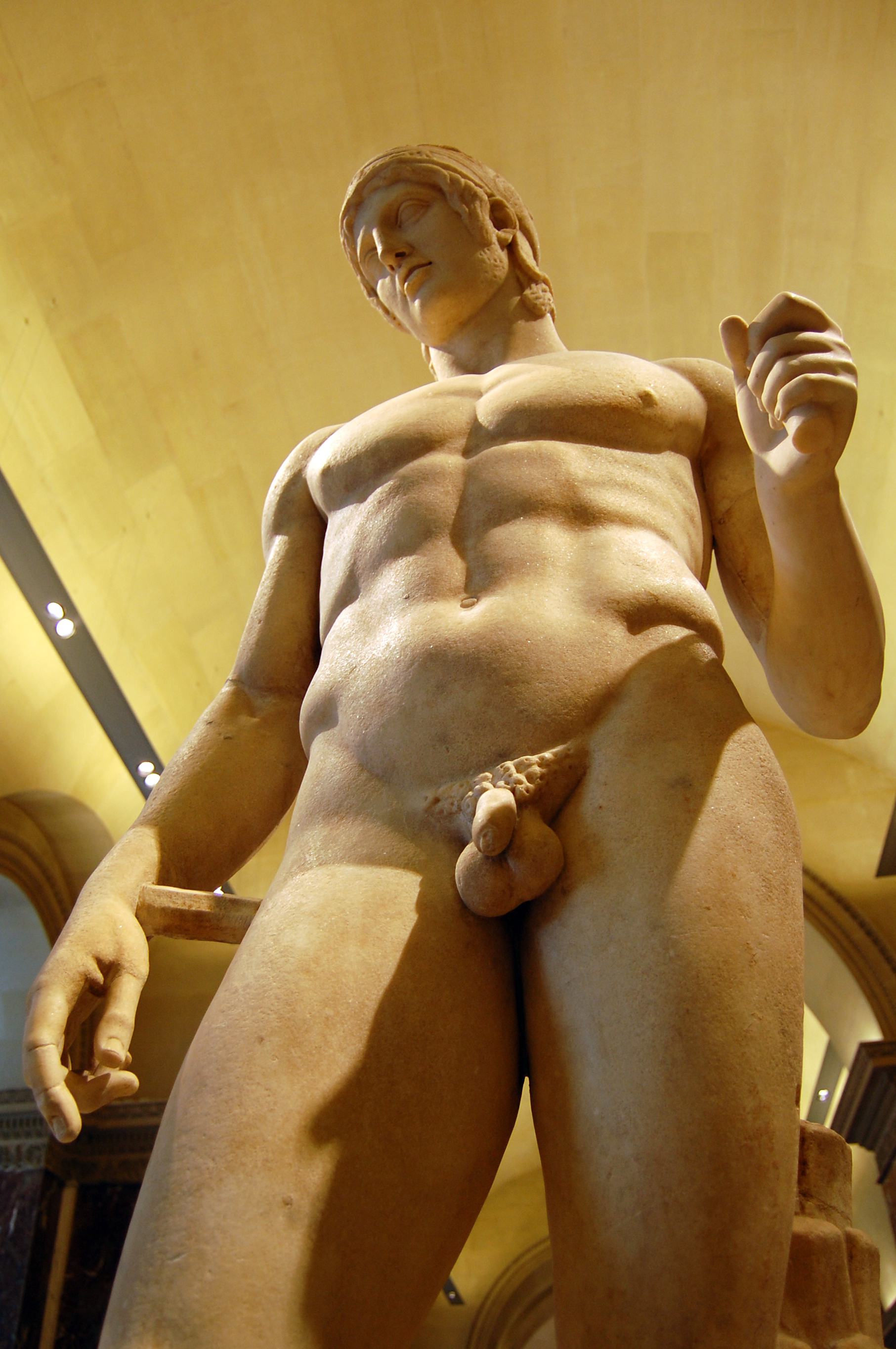
L'Arès Borghèse en contre-plongée
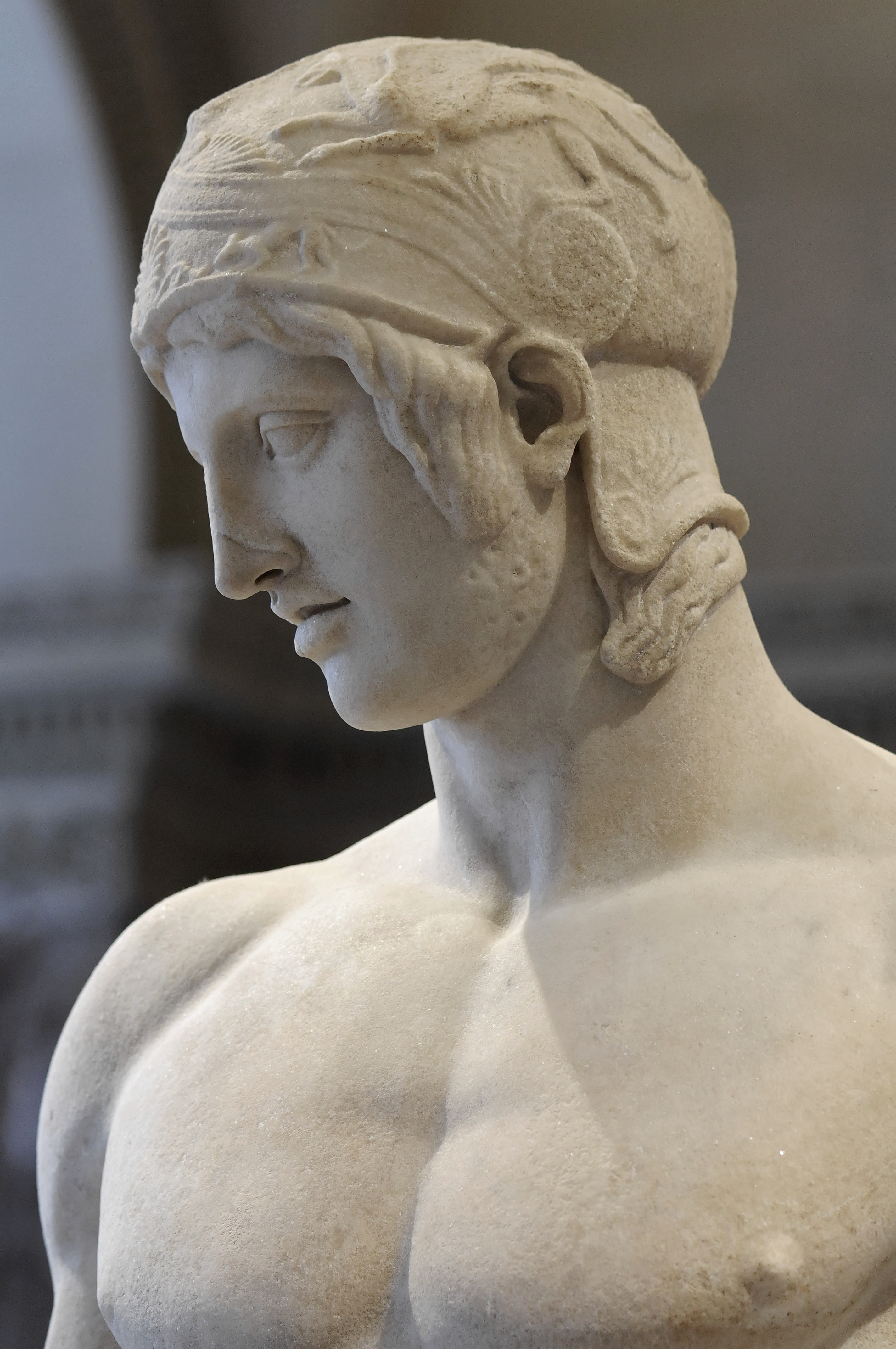
Arès Borghèse : buste, détails du casque

## Autres statues antiques du type Borghèse
Le type statuaire était connu, car on en possède une vingtaine de copies, notamment à la Glyptothèque de Munich (inv. 212) ou à la Centrale Montemartini (MC 795). La pose a été réutilisée pour des statues d'empereurs romains, seuls ou avec une statue de Vénus représentant l'impératrice. L'Arès de Leptis Magna est également du type Borghèse : c'est une statue romaine en marbre, exposée au musée archéologique de Tripoli en Libye.

## Copies modernes et moulages

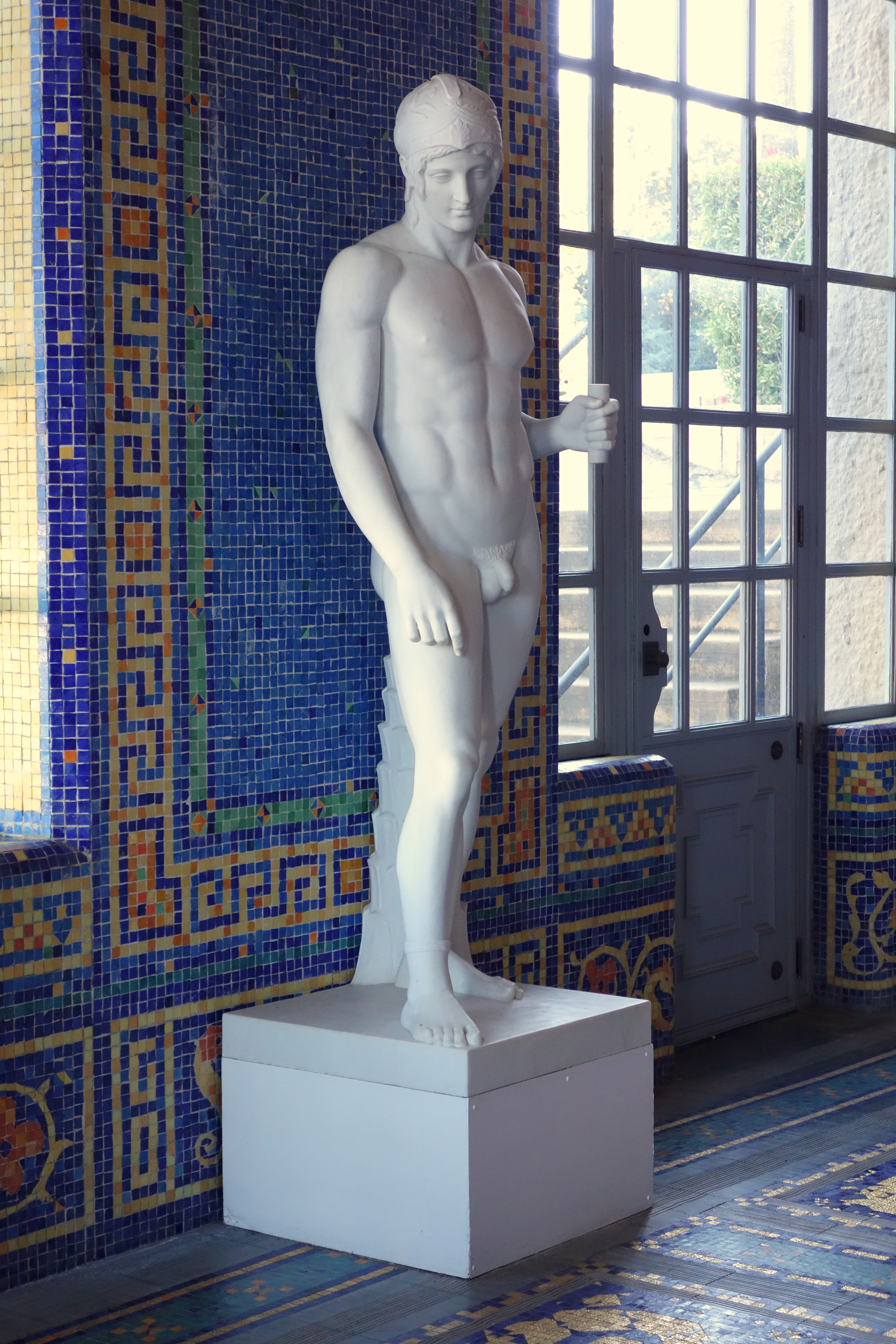
Copie de l'Arès Borghèse réalisée par Carlo Freter pour le Hearst Castle, Californie, États-Unis d'Amérique

Il existe plusieurs reproductions modernes de l'Arès Borghèse dans le monde :
- Copie exposée dans les jardins du château de Chantilly, au Vertugadin, le jardin en pente situé à l'arrière du parc : elle datait de 1902 et remplaçait une copie détruite sous la Révolution française[19]. C'est au pied cette statue qu'une scène du film Le Bal des maudits (1958) a été tournée. Volée en décembre 1989, une nouvelle copie est désormais installée sur son socle. Cette dernière a été réalisée à partir d'un scan 3D de la statue du Louvre par Alain Bourson ; l'œuvre a été sculptée par Patrick Laroche dans un bloc de pierre issu des carrières Degan de Saint-Maximin[19]. La statue actuelle pèse 390 kg et son financement a été assuré par les amis du musée Condé[19].
- Copie réalisée par Carlo Freter pour le Hearst Castle, Californie, États-Unis d'Amérique ;
- Copie située au premier étage de la façade ouest de la Cour carrée du Louvre, France.

Il existe plusieurs moulages en plâtre de l'Arès Borghèse dans différentes institutions : 
- Musée des Moulages de l'université Paul Valéry, Montpellier, France. Tirage intégral (A 110) de la fin du XIXe siècle par l'atelier du Louvre à Paris, entré dans la collection en 1890 ;
- Museu Nacional de Belas Artes, Rio de Janeiro, Brésil ;
- Glyptothèque de l'université de Séville, Espagne ;
- Reconstitution en plâtre du groupe de Vénus et Mars par Félix Ravaisson.